# Never Let Me Go
Never Let Me Go (bra: Não Me Abandone Jamais; prt: Nunca Me Deixes) é um filme britano-estadunidense de 2010, dos gêneros drama romântico e suspense, dirigido por Mark Romanek, com roteiro de Alex Garland baseado no romance homônimo de Kazuo Ishiguro.

## Sinopse
Ruth (Keira Knightley), Tommy (Andrew Garfield) e Kathy (Carey Mulligan) cresceram juntos, praticamente sem contato com o mundo exterior, num internato inglês de rígida disciplina. Adultos, eles conhecem a verdade sobre sua infância e o objetivo de suas vidas.

## Elenco
- Carey Mulligan - Kathy H.
- Isobel Meikle-Small - Kathy H. Jovem
- Keira Knightley - Ruth
- Ella Purnell - Ruth Jovem
- Andrew Garfield - Tommy
- Charlie Rowe - Tommy Jovem
- Sally Hawkins - Miss Lucy
- Charlotte Rampling - Miss Emily
- Nathalie Richard - Madame
- Domhnall Gleeson - Rodney
- Andrea Riseborough - Chrissie

## Recepção da crítica
Never Let Me Go teve recepção geralmente favorável por parte da crítica especializada. Com base de 37 avaliações profissionais, alcançou uma pontuação de 69% no Metacritic. Por votos dos usuários do site, atinge uma nota de 7.5, usada para avaliar a recepção do público.